# جزیره کاراگینسکی
جزیره کاراگینسکی (به لاتین: Karaginsky Island) یک جزیره در روسیه است که در Karaginsky Gulf of the Bering Sea واقع شده‌است.

## خصوصیات
جزیره کاراگینسکی ۲٬۴۰۴ کیلومترمربع مساحت و uninh نفر جمعیت دارد و ۹۱۲ متر بالاتر از سطح دریا واقع شده‌است.